# IGF-1
IGF-1  (Insulin-like Growth Factor-1) er et peptidhormon, hvis molekylære struktur ligner insulins. IGF-1 spiller en vigtig rolle i barndommens vækst og har anabolske effekter hos voksne. Når væksthormon udledes i blodet fra forlappen i hypofysen (adenohypofysen,) stimulerer det syntesen af IGF-1 i leveren.

## Produktion og cirkulation
IGF-1 består af 70 aminosyrer i en enkelt kæde med tre intramolekylære disulfidbroer. IGF-1 har en molekylvægt på 7649 dalton.
IGF-1 produceres i leveren og andre endokrine væv. Produktionen er stimuleret af væksthormon og hæmmet af mangel på næringsstoffer. En stor del af det cirkulerende IGF-1 er fastgjort til IGF-bindende proteiner.
Næsten alle celler i den menneskelige krop berøres af IGF-1, specielt muskel-, brusk-, knogle-, lever-, nerve-, hud- og lungeceller. Udover insulin-lignende effekter, medvirker IGF-1 også til regulering af cellers vækst og udvikling, specielt i nerveceller, som også syntetiserer DNA.
IGF-1 produceres igennem hele livet. Den største mængde IGF-1 produceres i puberteten, mens den laveste produktion forekommer når man bliver gammel.
1. ↑  "Sygdomme, der er genetisk associerede med IGF1 vis/rediger henvisninger på wikidata".
2. ↑  "Human PubMed Reference:".
3. ↑  "Mouse PubMed Reference:".